# Garrapatea

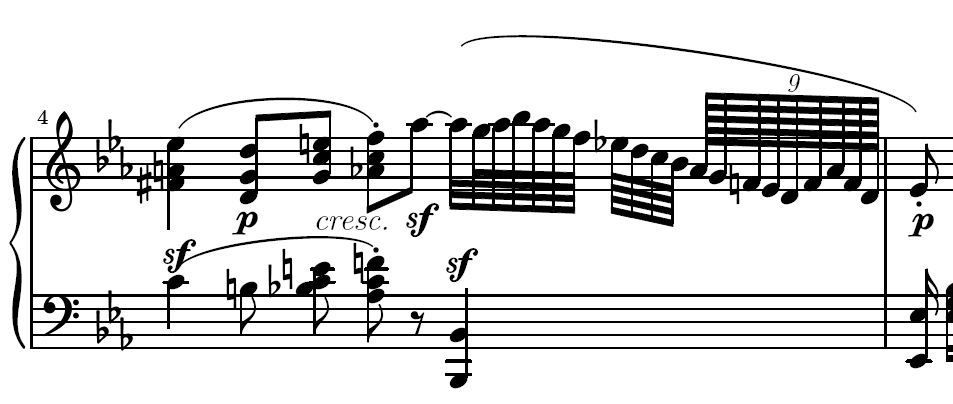
Quart compàs del primer moviment de la Sonata per a piano núm. 8 (Patetica) de Beethoven; l'últim grup de notes de la mà dreta són garrapatees.

La garrapatea o quartifusa és una figura musical. Dura 1/128 del que dura una rodona, és a dir la meitat d'una semifusa.
Es va usar força en la música barroca, però la dificultat d'executar-la va fer que progressivament es deixés de fer servir.
També existeix la semigarrapatea o octifusa que dura 1/256 del que val una rodona.

Garrapatea
Silenci de garrapatea